# Jerzy Majka
Jerzy Józef Majka (ur. 17 stycznia 1930 w Wadowicach, zm. 13 lutego 1991) – polski dziennikarz i działacz komunistyczny, redaktor naczelny „Świata Młodych” (w latach 1970–1981) oraz „Trybuny Ludu” (1985–1990).

## Życiorys
W 1948 wstąpił do Polskiej Partii Socjalistycznej, z którą w tym samym roku przystąpił do Polskiej Zjednoczonej Partii Robotniczej. Był członkiem Związku Młodzieży Polskiej. Ukończył Wyższą Szkołę Nauk Społecznych przy Komitecie Centralnym PZPR (1969) oraz w 1971 Instytut Nauk Politycznych Uniwersytetu Warszawskiego. 
Jako dziennikarz debiutował w harcerskim piśmie „Świat Młodych”; w latach 1954–1956 był zastępcą redaktora naczelnego, a w latach 1968–1981 redaktorem naczelnym. Zainicjował nieobozowe akcje letnie dla 700 tys. czytelników. Zwiększył nakład gazety z 280 do 410 tys. egz. i zwiększył częstotliwość ukazywania pisma do 3 razy na tydzień. Zajmował się również tematyką harcerską i zuchową (redagował pismo „Zuchowe Wieści”), a także historyczną. Był ideologiem powstałego w 1973 ruchu Harcerska Służba Polsce Socjalistycznej. W 1977 dodał do hymnu harcerskiego drugą zwrotkę, zaczynającą się od słów „Socjalistycznej, Biało-Czerwonej”, która wzbudziła kontrowersje i została porzucona w 1981.
Od 1980 do 1981 pełnił funkcję I sekretarza Komitetu Zakładowego PZPR w RSW „Prasa-Książka-Ruch”. Od 1981 członek Komisji Ideologicznej Komitetu Centralnego PZPR, w 1986 został również członkiem KC. Od 1985 aż do likwidacji był redaktorem naczelnym „Trybuny Ludu”. W 1988 wyróżniony Medalem pamiątkowym „40-lecia PZPR”. W latach 1986–1990 był przewodniczącym Towarzystwa Przyjaźni Polsko-Mongolskiej. 28 listopada 1988 wszedł w skład Honorowego Komitetu Obchodów 40-lecia Kongresu Zjednoczeniowego PPR – PPS – powstania PZPR. Pochowany na cmentarzu Powązki Wojskowe w Warszawie (kwatera AII-6-22).

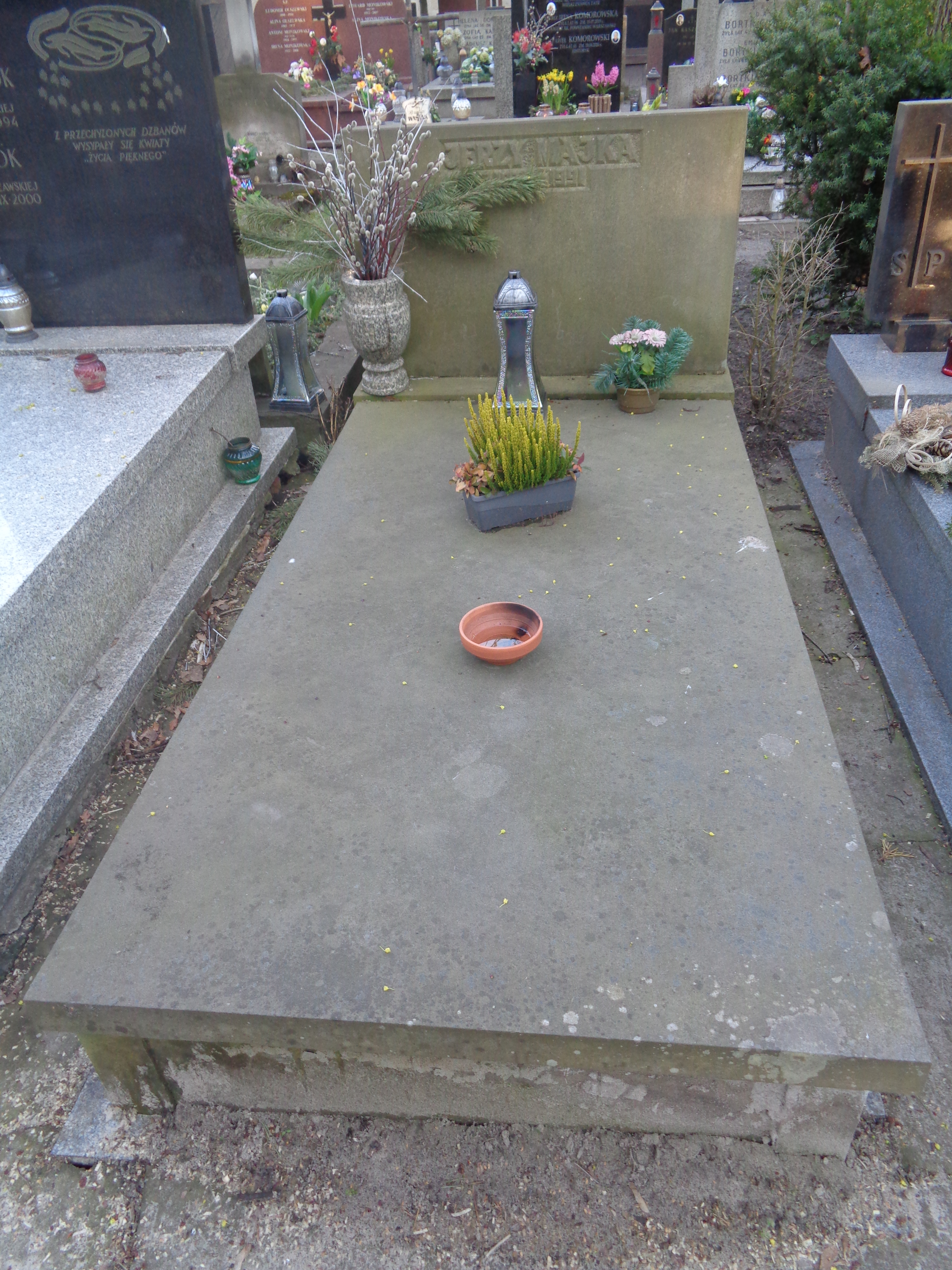
Grób Jerzego Majki na Cmentarzu Wojskowym na Powązkach

## Publikacje
- Na pionierskim obozie – 1954
- Jak zorganizować drużynę zuchów – 1959
- W językach mówimy stu[3]

## Odznaczenia i wyróżnienia
- Krzyż Kawalerski Orderu Odrodzenia Polski
- Krzyż Oficerski Orderu Odrodzenia Polski
- Krzyż Komandorski Orderu Odrodzenia Polski[3]
- Brązowy Medal „Za zasługi dla obronności kraju” (1967)[10]
- Medal im. Ludwika Waryńskiego (1988)[11]
- Złoty Medal „Za Zasługi dla Pożarnictwa” (1968)[12]
- Złota odznaka honorowa „Za Zasługi dla Warszawy” (1988)[13]
- Nagroda indywidualna RSW „Prasa-Książka-Ruch” za rok 1975 (1976)[14]
- Order Sztandaru Pracy I klasy (Niemcy Wschodnie, 1986)[15]